# クロガネ回姫譚-閃夜一夜-
『クロガネ回姫譚-閃夜一夜-』（クロガネかいきたん-せんやいちや-）は、みなとすてーしょんより2015年1月29日に発売されたPlayStation Vita用ゲームソフト。
本作は、19XX年に自然現象を左右させる鉱石・現晶の力により敗戦を回避したある国を舞台に、警察養成学園に通う少年の活躍を描いたアドベンチャーゲームである。
2015年6月25日にはスピンオフである『クロガネ回姫譚-一期一会-』が配信された。
また、2015年10月1日には麻雀ゲーム『クロガネ回姫雀』が配信された。
さらに、2021年8月27日にはみなとカーニバルより、18禁PC移植版『クロガネ回姫譚-絢爛華麗-』（以下：『絢爛華麗』）が発売された。
『絢爛華麗』では、シナリオやCGの増加に加え、Live2Dによるアニメーションも導入された。

## あらすじ
本編
19XX年、大戦に敗れかかっていた某国陸軍は、自然現象を操る新兵器・現晶を開発し、国を勝利へと導く。その後、某国は現晶の存在を秘匿する傍ら、国際連盟を掌握し、経済的な発展を享受する。だが、21世紀に入り、土地や資源の不足に起因する基盤の脆弱さを露呈する。各国による介入が増加したことから、某国と国連主要国との間に経済冷戦の構図が出来上がり、某国の国内でテロが頻発するようになる。某国政府は対抗措置として極秘裏に開発を進めてきた兵器類の投入を検討し、国内に潜伏中のテロリストを鎮圧する特殊警察部隊の設置を決定する。これに伴い、特殊警察部隊の隊員の養成機関・私立鏡ヶ原警察養成第一学園が設立される。
主人公の少年・白銀正宗は、バイトとして警察の仕事に携わることで報酬がもらえるシステムがあるという理由で、私立鏡ヶ原警察養成第一学園に入学し、エリート部隊・黒金班の副班長を務めるまでの実力を持っていた。そんな正宗におせっかいを焼く委員長・村正伏姫、転入してきた正宗の幼なじみの和泉天国、そして黒金班の仲間の影響もあって、彼の仕事一筋ともいえる日々が変わりつつあった。
一期一会
正宗は一期の秘密を知ってしまって以来、彼に対して意識するようになる。ある日、黒金班に頭脳労働メインの事件が飛び込む。メンバーの中で頭脳労働に向いていたのはの一期と正宗の二人だけだったことから、彼らは解決に動く。

## 登場人物

### 鏡ヶ原警察養成第一学園関係者
白銀 正宗（はばき まさむね）
本作の主人公。黒金班の副班長。幼少時、爆弾事件に巻き込まれ、左ほほに傷跡がある。爆弾事件で家族を失って以来貧しい生活を送ってきたため、金銭への執着が強く、第一学園に入学したのも報酬目当てである。
顔の傷や実力などから何かと目立つが、当人は他者と関わることが苦手。卑怯な手も平気で使う。和泉流剣術を学んできたため、天国とは面識があるが、正宗は覚えていない。
刀型の黒金・軸削ぎを使用している。
村正 伏姫（むらまさ ふせひめ）
声 - 澤田なつ
岐阜の田舎から第一学園に入学した女子生徒。正義感が強く、時には容赦しない正宗とは仲が良くない。一方、誰からも好かれるが故にいじられやすい。
犬と呼ばれる蛍火を使役する数珠型の黒金・八房を使用している。本来なら最大8つの蛍火を使役できるが、高い集中力を要するため、伏姫が同時に使役できるのは2、3弾き程度である。
和泉 天国（いずみ あまくに）
声 - 久慈茜
黒金の適合者である第一学園の女子生徒で、和泉流剣術の免許皆伝者でもある。その一方、剣以外の取り柄がない。
正宗の許嫁を自称し、幼なじみである彼を追って学園に編入した。刀の鞘は翡翠という黒金であり、水たまりに高速で移動できる能力を持っている。
石神 虎鉄（いしがみ こてつ）
声 - 遥そら
第一学園の女子生徒で、1年生の時に黒金の適合者として見出された。いわゆるダウナー系で、人付き合いを好まないため友人が少ないが、好奇心は大きい。また、メンバー内では後方支援を務めることが多い。
なお、愛用しているスマートフォンのケースは黒金・木枯らしであり、竜巻を呼び起こす能力を持っているほか、自作のアプリで風の動きを読むことができ、それを組み合わせて動くものの動きを察知することが可能である。なお、足元から風が吹くという特徴をもつため、スカートめくり防止の観点から伏姫に多用せぬようくぎを刺されている。
船阪 玉鋼（ふなさか たまね）
声 - 橘桜
第一学園の女子生徒で、軍神と呼ばれた軍人の血を引く。若くして陸軍に所属しているが、軍部改革をもくろむ祖父の手により、学園に通っている。
黒金の適合者ではないが、軍人としての実力は確かであり、幼いころから祖父に叩き込まれた銃剣道を主体とした戦法を取る。
大包 平（おおかね たいら）
声 - 黒木太陽
正宗の中学時代からの親友である大男で、正宗よりも寡黙だが漢気あふれる性格からあまり孤立しているわけではない。
爆弾事件に巻き込まれ、顔に×印のような大きな傷跡が走っている。また、事件で網膜を損傷して視力が低下したため、眼鏡型黒金を使用している。
正宗同様、報酬目当てで第一学園に入学した経緯を持つ。
天照 一期（あまでら いちご）
声 - 加賀ヒカル
第一学園の総長にして黒金班班長を務める男子生徒。テロ事件の影響で激しい運動ができないため、正宗に現場を任せ、自らは後方支援に徹している。
美貌に加え、天照コンツェルン御曹司という恵まれた立場から、女子生徒に人気がある一方、男子生徒からは僻まれている。
光を反射させて真実を具現化させられる現晶・八咫鏡の持ち主。
やた子
八咫鏡から生まれ出た存在で、八咫烏を自称する。
川島 すず（かわしま すず）
声 - 桐谷華
正宗のクラスメート。戦国武将を祖先に持つ。目立ちたがり屋だが、特徴のなさゆえに目立っていないことを嘆いている。
クリサンテム・ククリジェルパ
声 - かわしまりの
正宗のクラスの留学生。淑やかな人物。名前のクリサンテムは菊を意味するため、皆からお菊さんと呼ばれている。
東鎮 漢（ひがしず かん）
声 - 山田希奏実
正宗のクラスメートである留年生。皆から先輩として一目置かれる立場を気に入っている。
関 孫六（せきの まごろく）
声 - 岡藪
第一学園の学園長。戦後から経営コンサルタントとして成功して財をなし、現晶の研究・開発や警察養成学校の設立に役立てた。
切丸 祢々（きりまる ねね）
声 - 水沢月菜
第一学園に勤務する女教師。黒金研究機関にも勤めており、黒金班の指揮も行う。
生徒に対しては突き放した態度をとるようにしている一方、根はお人好しである。
『絢爛華麗』ではルートが追加される予定である。
ヘアッガ・ナイトソード神父
声 - 嶋和成
ヴァチカン管轄区から第一学園に外国語教師として派遣された神父。一人一人の心に信仰は宿るという考えを持ち、一神教を否定したとしてジパングに流された経緯を持つ。
杉本 三郎（すぎもと さぶろう）
声 - 四季路
黒金の研究者。ドイツに医師として留学した後、黒金の研究者となった経緯を持つ。
澤部 和也（さわべ かずや）
声 -ししゃも 
第一学園の卒業生で、正宗らの先輩にあたる。学園卒業後は大学に進学するも中退した。気が小さく、融通が利かない。

### 横須賀警察養成第二学園関係者
敷島 ミカサ（しきしま みかさ）
声 - 紫陽花
横須賀第二養成学園の学生長を務める女子生徒。柔らかな物腰と、必要ならば他者を見捨てる冷酷さを併せ持つ。
右目が青、左目が金のオッドアイが特徴。
二つの黒金を使う力を持ち、このうちの一つは視力を補佐する効果を持つ。
和泉 国綱（いずみ くにつな）
声 - 寺竹順
天国の双子の兄で、和泉流剣術道場の跡取り。居合をメインとする妹に対し、実践剣術をメインとしている。道場に通っていた正宗にたびたび負けたまま勝ち逃げされて以来ライバル視しているが、正宗に思いを寄せる天国を応援している。
要領はいまいちだが、努力でカバーするタイプ。
瀬織 摩耶（しおり まや）
声 - 苺山文太郎
正宗と国綱共通の幼なじみ。爆弾事件で家族を失って以来、和泉家に引き取られた。育ててくれた和泉家への感謝の気持ちとして、幼馴染たちと行動を共にし、戦闘が苦手であるにもかかわらず第二学園に編入した。六甲山の麓で生まれ育ったことと、誕生日が6月5日であることからロッコというあだ名がついた。
伊号 雷（いごう らい）
声 - 神谷たたみ
ミカサの側近を務める女子生徒。子どもっぽく感情の抑制が不十分である。テロ以外の理由で顔に傷を負っており、感情が高ぶると顔の傷をひっかく癖があり、それがさらに感情を刺激するという悪循環に陥る。

### その他
古河 八雲（ふるかわ やくも）
声 - 依子
警視庁のSWAM（Special Widearea Assalt members、対テロ緊急広域特別班）の班長を務める女性。エリート意識が高く、大学時代の同窓生である祢々のことをライバル視しており、何かと第二学園に肩入れすることが多い。
ゆう子さん
声 - 野々原にゆ
正宗が黒金を持った時から見えている幽霊らしき女性。死んでいる割には積極的な性格をしており、「人生何が起きるかわからない」と称して空中浮揚に挑戦している。また、夏に死んだためか暑がりで、いつも水着でいることが多い。
東郷（とうごう）
声 - 石川美都
正宗が黒金を持った時から見えている幽霊らしき少女。一人称は東郷さん。神出鬼没で他人がいる場所にも出現するため、正宗は手を焼いている。
影島 守百（かげしま すもも）
声 - 春雨咲良
内閣情報局局長の娘。浮世離れしている。似たような性格の天国とは気が合う。
アジィン・ナカザーニヤ
声 - AIRI
守百の護衛である傭兵で、その前は軍人だった。必要最低限のことしか話さず、護衛以外の仕事をしたがらないため、日常生活では守百が世話をしている。

## 用語
現晶
宇宙上の事象を凝縮させた物質で、鉱石の形をとっている。
現晶使い
現晶に記憶された事象を再現させられる人間。本来は一人ひとつまでしか使えない。
黒金
地球上の事象を人工的に凝縮させた物質。本質は鉄であり軟鉄の状態で加工することも可能だが、DCD鋼よりも硬い。
再現できる事象が限定されるため、研究が盛んである。

## スタッフ
- 総監督：タカヒロ[3]
- 企画・シナリオ：さかき傘[3]
- 原画・キャラクターデザイン：真早[3]
- 主題歌プロデュース：志倉千代丸
- BGM：Shade

## 主題歌
（-閃夜一夜-）
- オープニングテーマ『クロガネ』
  - 歌：今井麻美[5] / 作詞・作曲：志倉千代丸[5] / 編曲：千葉"naotyu-"直樹[5]
- エンディングテーマ『幾千の夜を越えて』
  - 歌：いとうかなこ[6] / 作詞：葉月みこ[6] / 作曲・編曲：Yasu[6]

（-絢爛華麗-）
- オープニングテーマ『Aim and LOCK ON!』
  - 歌：Faylan
- エンディングテーマ1『灯火』
  - 歌：霜月はるか
- エンディングテーマ2『昴』
  - 歌：yozuca*